# Aéroport de Bucarest-Henri-Coandă
Pour les articles homonymes, voir Aéroport de Bucarest.
L'aéroport international Henri-Coandă (code IATA : OTP • code OACI : LROP) est le plus important aéroport de Roumanie et l'un des deux aéroports de la capitale roumaine (le deuxième est Băneasa-Aurel Vlaicu). Il se trouve dans la localité d'Otopeni, à 17 km au nord du centre de Bucarest, localité dont il tirait son nom (Aéroport international Otopeni) avant de prendre le nom, en septembre 2004 d'Henri Coandă, inventeur du turboréacteur en 1911.

## Historique
1944-1965 : l'infrastructure de l'aéroport (la piste de 1 200 m et les bâtiments annexes) est utilisée par l'aviation militaire roumaine.
1965 : l'accroissement du trafic aérien assuré par l'aéroport de Băneasa impose la construction d'un nouvel aéroport. Le processus de transformation de la base aérienne militaire en aéroport international a comme objet principal la modernisation de la piste pour accueillir des avions de masse plus importante, la prolongation de la piste jusqu'à 3 500 m, la modernisation de la centrale électrique et la construction d'un terminal pour les passagers.
1969 : l'aérogare cargo est alors utilisée temporairement pour l'embarquement des passagers. Le 2 août, l'inauguration du salon officiel de l'aéroport a lieu à l'occasion de la visite du président américain Richard Nixon.
1970 : le 13 avril, l'inauguration de l'aérogare pour les passagers (réalisée par l'architecte Cezar Lăzărescu) a lieu. Sa capacité est de 1,2 million de passagers par an.
1986 : l'aéroport franchit une nouvelle étape de son développement. Une deuxième piste de 3 500 m est construite. La capacité opérationnelle croît alors à 35 mouvements d'avions par heure. Le système de transport des valises est modernisé.
1991 : l'aéroport lance un programme d'investissements nommé « Développement et Modernisation de l'Aéroport International Bucarest-Otopeni » en coopération avec une association roumano-italienne (Italstrade, S.E.A. Milano, C.C.C.F).
1993 : l'aéroport devient membre de l'ACI (Airport Council International).
1997 : le terminal Départs Internationaux, avec une capacité de 1 200 passagers par heure de pointe, ouvre ses portes en décembre. La salle d'embarquement est prévue avec cinq avio-pontons pour l'accès direct des passagers dans l'avion.
1998 : les passagers du vol Tarom à destination de Paris inaugurent le système moderne d'embarquement en juin.
2000 : la vieille aérogare est réaménagée et le nouveau flux de passagers Arrivées internationales est instauré en novembre.
2001 : le nouvel espace de parking est inauguré en juin pour le terminal des arrivées (trois niveaux et une capacité de 900 places). L'instauration du Bucharest International Cargo Center (le centre international cargo de Bucarest) a lieu en août et a pour but de répondre à la nouvelle demande dans le domaine des transports aériens de marchandises.
2003 : le 16 juillet, le terminal des courses internes ouvre avec une capacité de 200 passagers par heure de pointe pour les arrivées/départs.
2004 : c'est en septembre, au 35e anniversaire de l'activité aéronautique civile, que le nom du pionnier de l'aviation roumaine et mondiale Henri Coandă remplace le nom d'Otopeni.
Au cours de la Seconde Guerre mondiale, l'aéroport Otopeni a été utilisé comme une base aérienne par l'aviation allemande. Jusqu'en 1965, il a été limité à des fins militaires, et a été l'une des principales bases de la Force aérienne roumaine, avec une piste de 1 200 m. Avant 1965, l'aéroport de Băneasa a été le seul aéroport de Bucarest utilisé pour les vols commerciaux. Cependant, avec la croissance du trafic aérien, un nouvel aéroport commercial a été construit dans le règlement des Otopeni, où la piste existante a été modernisée, étendue jusqu'à 3 500 m, ce qui en fait une des plus longues en Europe à cette époque (1965). En outre, un nouveau terminal passagers a été construit pour les vols intérieurs et internationaux.
L'aéroport se lance dans la phase III de son programme de développement, 150 000 000 € d'investissement, qui consiste à l'extension du hall des départs, du hall des arrivées. À la fin de cette phase (2012), le terminal aura une capacité de traitement de 4 500 passagers par heure. Ainsi, la capacité de l'aéroport est prévu de porter à un total de 6 millions. de passagers par an sur les liaisons internationales et liaisons intérieures. Le terminal actuel est presque atteint sa capacité maximale et l'expansion peu est disponible sur l'emplacement actuel, si une nouvelle aérogare (Henri Coandă 2) et un hôtel sont envisagées, le nouveau terminal serait construit à l'extrémité du site actuel et se compose de quatre salles, chacune capable de traiter 5 millions de passagers par an; en 2023 Terminal 2 devrait être seul en mesure de traiter les 20 millions de passagers par année indiquée par les estimations. Le terminal sera relié à l'avenir par l'autoroute A3 Bucarest - Brașov, le metro de Bucarest ainsi que par train. Les installations de l'aéroport se composent d'un seul terminal avec deux bâtiments principaux (parfois considérés comme des terminaux séparés). Ces deux bâtiments sont les hall des départs et le hall des arrivées. La compagnie Tarom a son siège social sur le deuxième étage du hall des départs. Une passerelle avec plusieurs magasins relie les bâtiments. L'aéroport dispose d'un hall des départs avec 24 portes (dont 14 équipés de passerelles ) et le transit des passagers est organisé en deux parcours distincts, Schengen / non-Schengen.

## Situation
| \| 50 km1:1 922 000 \| Bacău Baia Mare-Maramureș Brașov Bucarest-Aurel-Vlaicu Bucarest-Henri-Coandă Cluj-Napoca Constanța Iași Sibiu Târgu Mureș Timișoara Arad Craiova Oradea Satu Mare Suceava |
| 50 km1:1 922 000 |

## Trafic

### En graphique
Le graphique qui aurait dû être présenté ici ne peut pas être affiché car il utilise l'ancienne extension Graph, désactivée pour des questions de sécurité. Des indications pour créer un nouveau graphique avec la nouvelle extension Chart sont disponibles ici.

Voir la requête brute et les sources sur Wikidata.

### En tableau
| Année | Passagers  | Évolution |
| ----- | ---------- | --------- |
| 2010  | 4 916 964  |           |
| 2011  | 5 049 443  | 2,7 %     |
| 2012  | 7 120 024  | 41,0 %    |
| 2013  | 7 643 467  | 7,3 %     |
| 2014  | 8 316 705  | 8,8 %     |
| 2015  | 9 282 884  | 11,6 %    |
| 2016  | 10 982 996 | 18,3 %    |
| 2017  | 12 804 191 | 16,6 %    |
| 2018  | 13 824 880 | 7,95 %    |

## Compagnies et destinations

### Passagers
| Compagnies                    | Destinations |
| ----------------------------- | --- |
| Aegean Airlines               | Athènes E.-Venizélos |
| AeroItalia                    | En saison: Rome Léonard-de-Vinci/Fiumicino |
| AirConnect                    | Baia Mare, Budapest-Ferenc Liszt, Sibiu, Suceava, Târgu Mureș En saison: Dubrovnik |
| Air France                    | Paris-Charles de Gaulle |
| Air Moldova                   | En saison: Chișinău |
| Air Serbia                    | Belgrade-Nikola-Tesla |
| airBaltic                     | En saison: Riga |
| Animawings                    | - Cluj-Napoca, - Iași, - Larnaca, - Oradea, - Paris-Charles de Gaulle, - Stockholm-Arlanda En saison : - Céphalonie, - Corfou-I. Kapodístrias, - Dubaï Al Maktoum, - Faro, - Nice-Côte d'Azur, - Palma de Majorque, - Rhodes-Diagoras, - Zante D.-Solomós |
| Arkia                         | En saison : Tel Aviv - Ben Gourion |
| Austrian Airlines             | Vienne-Schwechat |
| Azerbaijan Airlines           | En saison : Bakou-H. Aliyev |
| Bees Airlines                 | Karlsruhe/Baden-Baden, Prague-Václav-Havel, Tel Aviv - Ben Gourion, Vérone - Villafranca En saison :Héraklion-N. Kazantzákis |
| Blue Panorama Airlines        | En saison : Catane-Fontanarossa, Milan-Malpensa |
| British Airways               | Londres-Heathrow |
| Corendon Airlines             | En saison: Antalya |
| Croatia Airlines              | En saison: Split |
| Dan Air                       | - Barcelone-El Prat, - Berlin-Brandebourg, - Beyrouth-Rafic Hariri, - Bruxelles-National, - Budapest-Ferenc Liszt, - Damas, - Dublin, - Londres-Gatwick, - Milan-Linate, - Munich-F. J. Strauß, - Nuremberg-A. Dürer, - Rome Léonard-de-Vinci/Fiumicino, - Tel Aviv - Ben Gourion |
| El Al                         | Tel Aviv - Ben Gourion |
| Eurowings                     | Düsseldorf, Stuttgart |
| flydubai                      | Dubaï |
| HiSky                         | - Bordeaux-Mérignac, - Bruxelles-National, - Cluj-Napoca, - Dublin, - Paris-Charles de Gaulle, - Tel Aviv - Ben Gourion, - Timişoara-T. Vuia En saison: Malaga-Costa del Sol |
| KLM                           | Amsterdam |
| LOT Polish Airlines           | Varsovie-Chopin |
| Lufthansa                     | Francfort, Munich-F. J. Strauß |
| Luxair                        | Luxembourg-Findel |
| Norwegian Air Shuttle         | Oslo-Gardermoen |
| Pegasus Airlines              | Ankara Esenboğa, Istanbul-S. Gökçen En saison: Antalya |
| Qatar Airways                 | Doha-Hamad |
| Ryanair                       | - Abruzzes, - Bergame-Orio al Serio, - Berlin-Brandebourg, - Bologne-Borgo Panigale, - Bristol, - Catane-Fontanarossa, - Charleroi Bruxelles-Sud, - Dublin, - Édimbourg, - Gênes-Christophe-Colomb, - Londres-Stansted, - Madrid-Barajas, - Malte, - Manchester, - Marseille-Provence, - Milan-Malpensa, - Naples-Capodichino, - Palerme Falcone-Borsellino, - Paphos, - Pise-Galileo Galilei, - Rome - G. B. Pastine (Ciampino), - Thessalonique-Makedonía, - Trévise-Sant'Angelo, - Vienne-Schwechat En saison : - Amman-Reine-Alia, - Corfou-I. Kapodístrias, - La Canée I.-Daskaloyánnis, - Palma de Majorque, - Paris-Beauvais, - Pérouse-Sant'Egidio, - Sofia-Vrajdebna, - Zadar |
| Swiss International Air Lines | Zurich |
| TAROM                         | - Amman-Reine-Alia, - Amsterdam, - Athènes E.-Venizélos, - Baia Mare, - Belgrade-Nikola-Tesla, - Beyrouth-Rafic Hariri, - Bruxelles-National, - Budapest-Ferenc Liszt, - Chișinău, - Cluj-Napoca, - Francfort, - Iași, - Istanbul, - Le Caire, - Londres-Heathrow, - Madrid-Barajas, - Oradea, - Paris-Charles de Gaulle, - Prague-Václav-Havel, - Rome Léonard-de-Vinci/Fiumicino, - Satu Mare (en), - Sofia-Vrajdebna, - Suceava, - Tel Aviv - Ben Gourion, - Thessalonique-Makedonía, - Timişoara-T. Vuia En saison: Nice-Côte d'Azur |
| Turkish Airlines              | Istanbul |
| Wizz Air                      | - Aarhus, - Abou Dabi, - Alghero-Fertilia, - Alicante-Elche, - Athènes E.-Venizélos, - Bâle-Mulhouse, - Barcelone-El Prat, - Bari-Karol Wojtyła, - Bergame-Orio al Serio, - Billund, - Birmingham, - Bologne-Borgo Panigale, - Castellón-Costa Azahar, - Catane-Fontanarossa, - Charleroi Bruxelles-Sud, - Copenhague-Kastrup, - Dortmund, - Édimbourg, - Eindhoven, - Genève-Cointrin, - Djeddah - Roi-Abdelaziz, - Larnaca, - Leeds-Bradford, - Lisbonne-H. Delgado, - Liverpool-J.-Lennon - Londres-Gatwick, - Londres-Luton, - Luxembourg-Findel, - Lyon-Saint-Exupéry, - Madrid-Barajas, - Malaga-Costa del Sol, - Malmö, - Malte, - Memmingen, - Naples-Capodichino, - Nice-Côte d'Azur, - Nuremberg-A. Dürer, - Paris-Beauvais, - Paris-Orly, (débute le 26 octobre 2025) - Pise-Galileo Galilei, - Prague-Václav-Havel, - Riyad-roi Khaled, - Rome - G. B. Pastine (Ciampino), - Sandefjord-Torp, - Santander-S. Ballesteros, - Séville-San Pablo, - Saragosse, - Stockholm-Skavsta - Nyköping, - Tel Aviv - Ben Gourion, - Ténériffe-Sud Reine Sofia, - Trévise-Sant'Angelo, - Turin S.-Pertini (Caselle), - Valence En saison : - Ancône-Falconara, - Antalya, - Corfou-I. Kapodístrias, - Dubaï, - Héraklion-N. Kazantzákis, - Mykonos, - Palma de Majorque, - Prévéza-Aktion, - Rimini, - Santorin, - Skiathos-A. Papadiamándis, - Zante D.-Solomós |

Édité le 25/03/2018  Actualisé le 15/04/2023

### Cargo
| Compagnies                                        | Destinations                                         |
| ------------------------------------------------- | ---------------------------------------------------- |
| DHL Aviation                                      | Bergame - Orio al Serio, Budapest, Chișinău, Trévise |
| TNT Airways                                       | Liège, Munich, Sofia                                 |
| UPS Airlines operated by ASL Airlines Switzerland | Cologne/Bonn, Katowice                               |

## Principaux opérateurs
Tarom, Wizz Air, Ryanair, Lufthansa, Austrian Airlines, Emirates, Air France, British Airways, Blue Air, Qatar, Air Canada Rouge

## Terminal
L'aéroport est constitué d'un unique terminal composé de deux bâtiments principaux (considérés comme étant deux terminaux indépendants). Ces bâtiments sont le hall des départs (initialement le « hall des départs internationaux ») et le hall des arrivées. Un couloir comprenant des commerces relie les deux bâtiments. L'aéroport dispose de 32 portes. La zone dédiée aux départs internationaux comprend de nombreux commerces et de cafés. Elle comporte également une chapelle et une petite zone d'amusement pour les enfants au niveau du premier étage du hall des départs.
Les installations comportent des accès pour des personnes à mobilité réduite.

## Accès à l'aéroport

### Transport en commun
- Un service de train direct relie la Gare du Nord de Bucarest à la gare de l'aéroport situé à environ de l'aéroport lui-même. Des navettes sous forme de bus relient les halls de départs et d'arrivées. Il est prévu que la ligne M6 du métro de Bucarest relie directement la ville et l'aéroport.
- L'aéroport est connecté également par bus via la RATB. La ligne 780 permet de relier la gare du Nord et la ligne 783 au centre-ville 24 heures par jour.

### Voiture et taxi
- Depuis mai 2013, il est possible de réserver un taxi à l'aéroport via des écrans tactiles au niveau du terminal des arrivées. Cette mesure a été prise à la suite des plaintes des usagers qui étaient accostés par des taxis à des tarifs illégalement élevés.
- L'aéroport se situe à 16,5 km au nord de Bucarest, relié par la RN1. La future autoroute A3 permettra également d'atteindre la ville. Des compagnies de location de véhicule se situent entre le terminal des départs internationaux et le terminal des arrivées.

## Galerie de photos

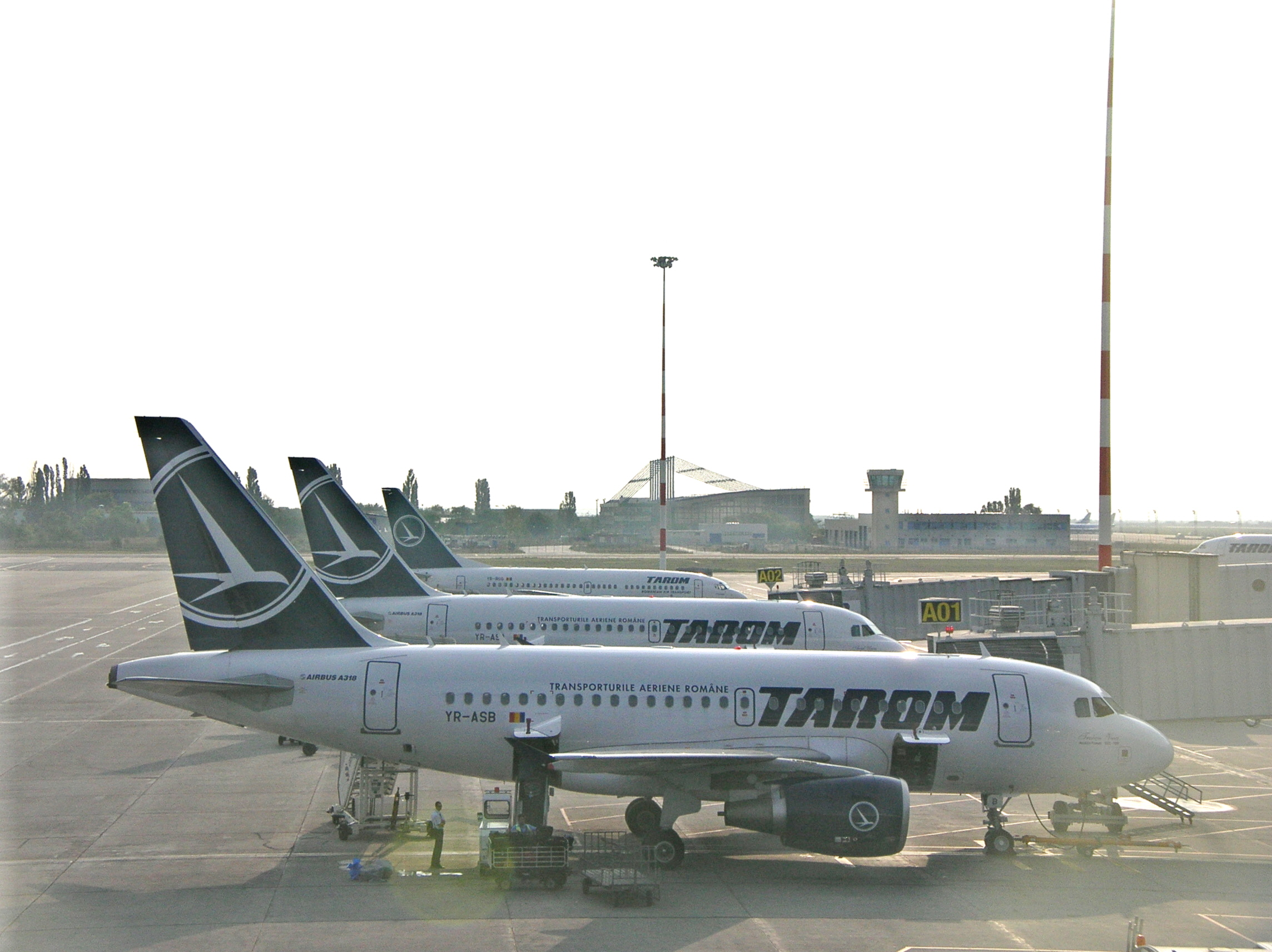
Avions de la TAROM.
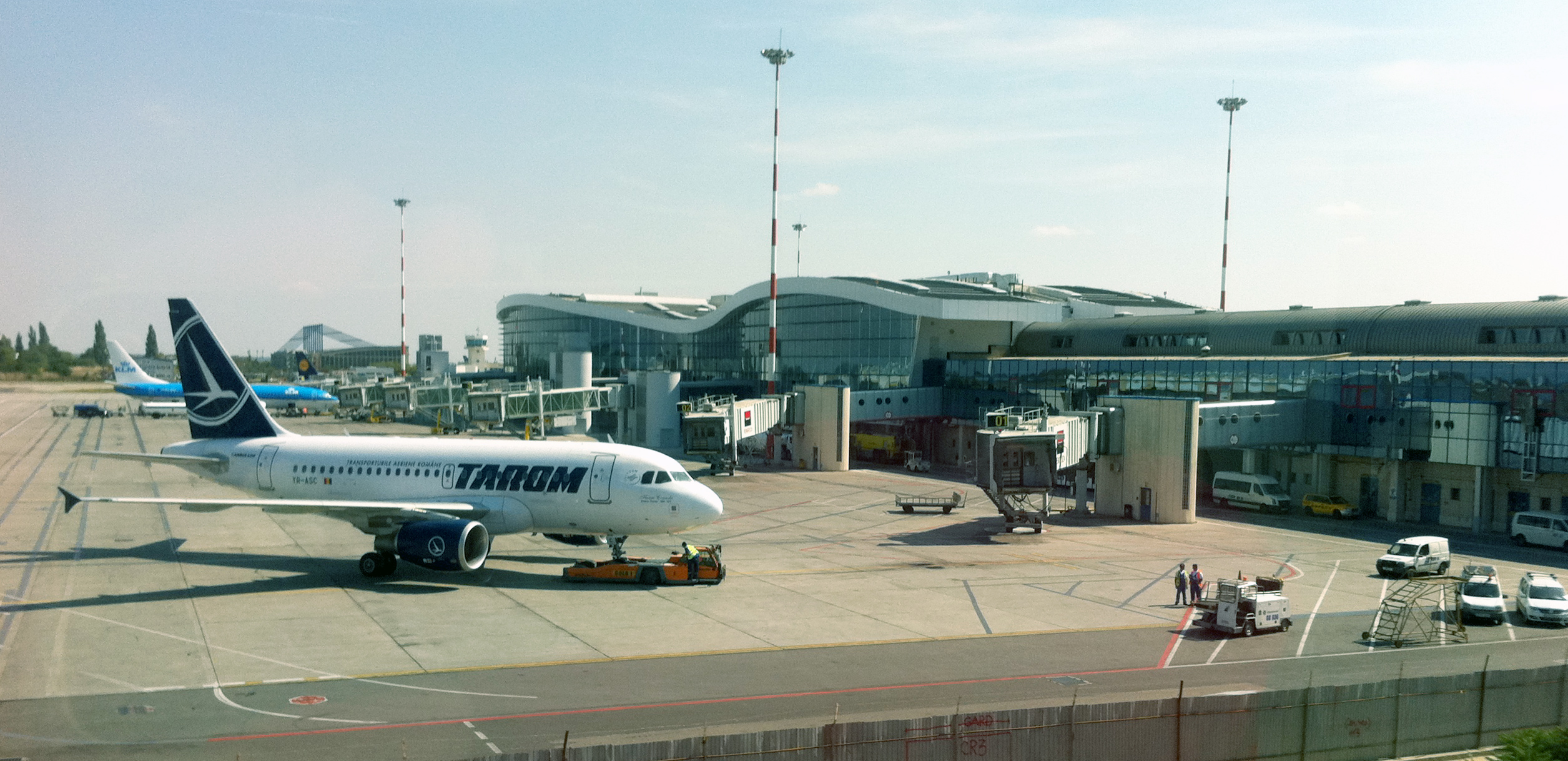
Hall des départs internationaux.
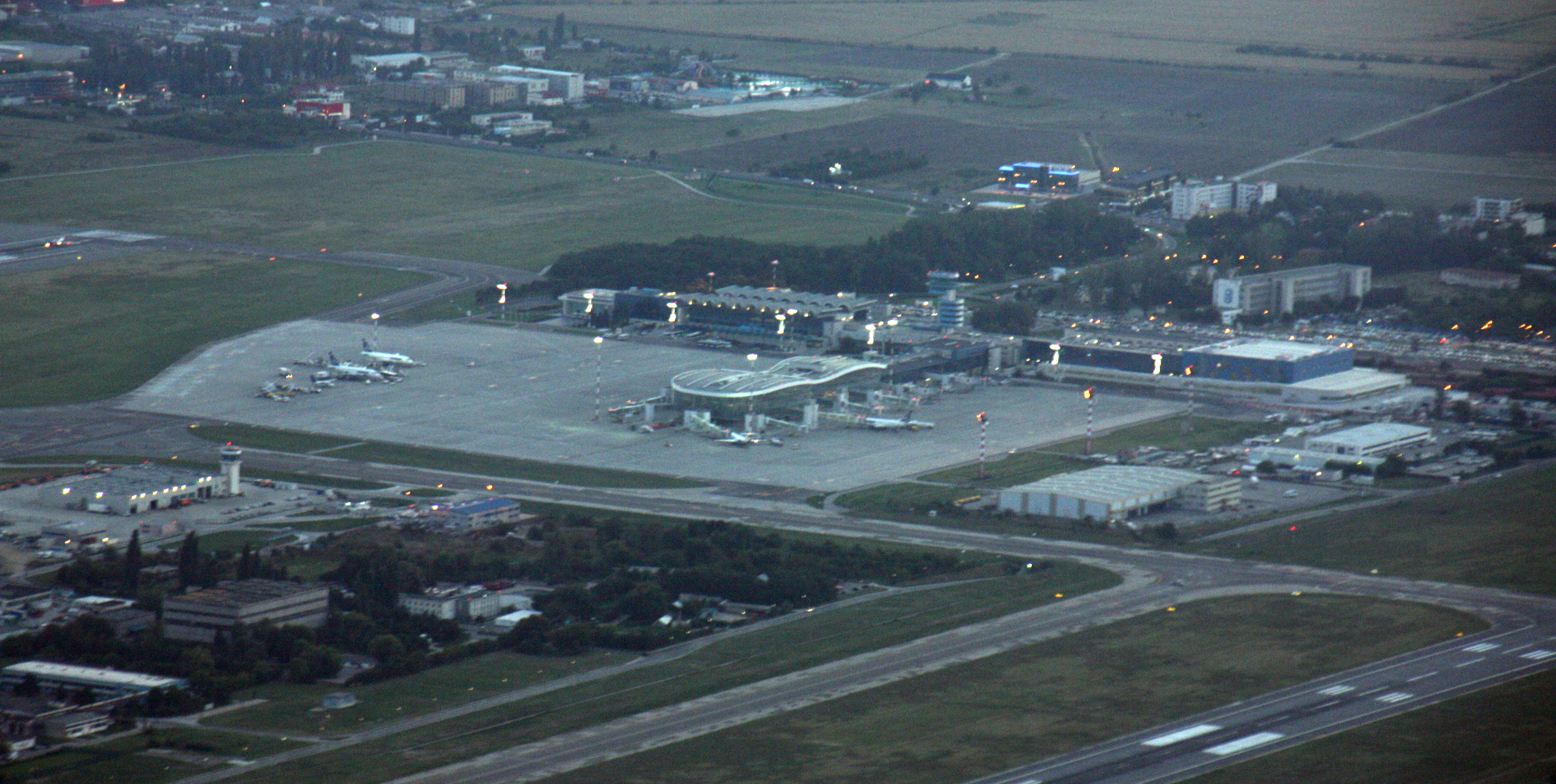
Vue aérienne de l'aérogare.